# Hispano FC
Hispano FC ist ein honduranischer Fußballverein aus Comayagua. Die Mannschaft spielt momentan in der Liga Nacional de Fútbol de Honduras, der höchsten Spielklasse des Landes. Seine Heimspiele trägt der Verein, der 1945 gegründet wurde, im Estadio Carlos Miranda aus.

## Geschichte
Der Verein Hispano FC wurde im Jahre 1945 von Miguel Bulnes, Tafael Ruiz und Manuel Bulnes in einer kleinen Bar in Comayagua gegründet. Den neu gegründeten Club nannte man zunächst Hispano Galvez in Anlehnung an Juan Manuel Gálvez Durón, einen Minister im Kabinett von Regierungschef Tiburcio Carías Andino und späteren Ministerpräsidenten von Honduras. In den folgenden Jahren spielte der Verein stets in unteren Klassen.
Erst 2005 begann die Erfolgsgeschichte von Hispano FC. In diesem Jahr stieg er erstmals in die höchste Spielklasse in Honduras, die Liga Nacional de Fútbol de Honduras auf. Noch vor Saisonbeginn der neuen Erstligasaison kaufte Hispano FC den Konkurrenten Municipal Valencia für drei Millionen Lempiras und verstärkte sich dadurch mit vielen guten Spielern, die teilweise für gutes Geld weiterverkauft wurden. Auch mit dadurch gelang es dem Verein in der ersten Erstligasaison, die Klasse mit Rang sieben ungefährdet zu halten. Bis heute spielt Hispano FC in der ersten honduranischen Liga.

## Erfolge
- Sieger Liga Nacional de Ascenso de Honduras: 1× (2004/05)
- Aufstieg in die Liga Nacional de Ascenso de Honduras (2003/04)
- Aufstieg in die Liga Nacional de Fútbol de Honduras (2004/05)

## Bekannte Spieler
- Yermy Hernández
- Héctor Flores
- Luis Rodas
- Roy Posas
- Leonardo Isaula
- Oscar Torlacoff
- Maynor Suazo